# Port Jefferson Station (New York)
Port Jefferson Station est une census-designated place du comté de Suffolk, dans l'État de New York, aux États-Unis,. En 2020, elle compte une population de 7 950 habitants.